# Хабзбурзи
Хабзбург (множина: Хабзбурзи; придјев: хабзбуршки; за припаднике те лозе користи се израз Хабзбурговац, множина: Хабзбурговци) била је једна од владарских кућа (династија) Европе: Хабзбурговци су владали Аустријом (као војводе 1282—1453, надвојводе 1453—1804. и цареви 1804—1918), били су краљеви Шпаније (1516—1700) и цареви Светог римског царства више вијекова до 1806.
Њихово име потиче од швајцарског дворца Habichtsburg (Јастребов дворац), сједишта породице у 12. и 13. вијеку у мјесту Хабзбург. Кренувши из југоисточне Њемачке, породица је проширила свој утицај и посједе на источне крајеве Светог римског царства, који отприлике одговарају данашњој Аустрији (1278—1382). Након само двије-три генерације, Хабзбурзи су успјели досегнути царско престоље, које ће уз краће прекиде држати вјековима (1273—1291, 1298—1308, 1438—1740. и 1745—1806).
Након абдикације цара Карла V, који је уједно био и краљ Карло I Шпански (1516—1556), династија се подијелила на аустријске и шпанске Хабзбурговце.
Шпански Хабзбурговци су изумрли 1700, што је изазвало рат за шпанско наслеђе, док су аустријски Хабзбурговци изумрли 1740, што је изазвало рат за аустријско наслеђе. Као један од разлога њиховог нестанка, наводи се велики број бракова унутар породице (инцеста), због којег је много од њих имало дефект вилице, по њима и названо Хабсбуршка вилица.  Као примјер је Дон Карлос (Карлос од Астурије) који је уместо 16 прапрародитеља имао само 6.  Пословица Хабсбурга била је „Нека други ратују, а ти срећна Аустријо жени се!” (лат. Bella gerant alii, tu felix Austria nube) Франц Фердинанд је о проблему хабсбуршких венчања рекао да су „...муж и жена често 20 пута у сродству, а последица је да је пола деце глупавих или епилептичних”. У томе су допринеле и тада кобне заразе; мале богиње, које су убијале младе потомке се истичу као прави разлог. Ипак, насљедница последњег аустријског Хабзбурга, Марија Терезија, удала се за Франца Стефана, лоренског војводу, па су њихови насљедници наставили хабзбуршку традицију у Бечу под династичким именом Хабзбург-Лорен.
Свето римско царство је нестало 1806, кад је француски цар Наполеон I реформисао власт у Њемачкој. Знајући да ће изгубити звање Светог римског цара, Франц II се прогласио насљедним царем Аустрије и тако постао Франц I.
Цар Франц I Аустријски службено је носио овај велики наслов: „Ми, Франц I, милошћу Божјом цар Аустрије; краљ Јерусалима, Угарске, Чешке, Далмације, Хрватске, Славоније, Галиције и Лодомерије; надвојвода Аустрије; војвода Лорене, Салцбурга, Франачке, Штајерске, Корушке и Крањске; велики војвода Кракова; кнез Трансилваније; маркгроф Моравске; војвода Сандомјежа, Мазовије, Лублина, Горње и Доње Шлезије, Аушвица и Затора, Тешина и Фурланије; кнез Берхтесгадена и Мергентхајма; кнежевски гроф Хабзбурга, Горице, Градишћа и Тирола; маркгроф Горњих и Доњих Лужице и Истре".
Аустријско царство је након Аустро-угарске нагодбе постало Аустроугарска 1867. године. Хабзбурзи су одступили с власти 1918, након пораза у Првом свјетском рату.
Данашњи главни представник породице Хабзбург је Карл фон Хабзбург, син Отоа, и унук последњег цара Карла.

## Аустријске војводе
- Фридрих I (1296—1330)
- Леополд I (1290—1326)
- Алберт II (1298—1358)
- Рудолф IV (1339—1365)
- Фридрих III (1347—1362)
- Алберт III (1348—1395)
- Алберт IV (1377—1404)
- Леополд III (1351—1386)
- Вилхелм (1370—1406)
- Леополд IV (1371—1411)
- Ернест Гвоздени (1377—1424)

## Цареви Светог римског царства

### Кућа Хабзбург
- Рудолф I, царевао 1273-1291.
- Алберт I, царевао 1298-1308.
- Алберт II, царевао 1438-1439.
- Фридрих III, царевао 1440-1493.
- Максимилијан I, царевао 1493-1519.
- Карл V, царевао 1519-1556.
- Фердинанд I, царевао 1556-1564.
- Максимилијан II, царевао 1564-1576.
- Рудолф II, царевао 1576-1612.
- Матеус, царевао 1612-1619.
- Фердинанд II, царевао 1619-1637.
- Фердинанд III, царевао 1637-1657.
- Леополд I, царевао 1658-1705.
- Јозеф I, царевао 1705-1711.
- Карло VI, царевао 1711-1740.

Напомена: Марија Терезија Аустријска, хабзбуршка насљедница и жена цара Франца I Стефана, владала је као надвојвоткиња Аустрије и краљица Хрватске, Угарске и Чешке од 1740. до 1780. године.

### Кућа Хабзбург-Лорен (Лотарингија)
- Франц I Стефан, царевао 1745-1765.
- Јозеф II, царевао 1765-1790.
- Леополд II, царевао 1790-1792.
- Франц II, царевао 1792-1806.

## Аустријски цареви из куће Хабзбург-Лорен
- Франц I, аустријски цар 1804-1835.
- Фердинанд I, аустријски цар 1835-1848.
- Франц Јозеф I, аустријски цар 1848-1916.
- Карл I, аустријски цар 1916—1918. Умро у прогонству 1922.

## Краљеви Угарске из куће Хабзбург и Хабзбург Лотариншки
- Алберт I, угарски краљ 1437-1439.
- Ладислав V Посмрче, угарски краљ 1444-1457.
- Фердинанд I, угарски краљ 1540-1564.
- Максимилијан I, угарски краљ 1564-1576.
- Рудолф I, угарски краљ 1576-1608.
- Матија II, угарски краљ 1608-1619.
- Фердинанд II, угарски краљ 1619-1637.
- Фердинанд III, угарски краљ 1637-1657.
- Леополд I, угарски краљ 1657-1705.
- Јозеф I, угарски краљ 1705-1711.
- Карло III, угарски краљ 1711-1740.
- Марија Терезија I, угарска краљица 1740—1780.
- Јозеф II, угарски краљ 1780-1790.
- Леополд II, угарски краљ 1790-1792.
- Франц II, угарски краљ 1792-1835.
- Фердинанд IV, угарски краљ 1835-1848.
- Франц Јозеф I, угарски краљ 1848-1916.
- Карл IV, угарски краљ 1916-1918.

## Краљеви Шпаније из куће Хабзбург
- Филип I, 1506. (само краљ Кастиље)
- Карло I, 1516-1556.
- Филип II, 1556-1598.
- Филип III, 1598-1621.
- Филип IV, 1621-1665.
- Карлос II, 1665-1700.

## Краљеви Португалије из куће Хабзбург
- Филип I, 1580-1598.
- Филип II, 1598-1621.
- Филип III, 1621-1640.

## Велике војводе Тоскане из куће Хабзбург-Лорен
- Франц Стефан, 1737-1765.
- Леополд I, 1765-1790.
- Фердинанд III, 1790—1800, 1814-1824.
- Леополд II, 1824-1849, 1849-1859.
- Фердинанд IV, 1859.

## Војводе Модене из куће Хабзбург-Лорен
- Франц IV, 1814-1831, 1831-1846.
- Франц V, 1846-1848, 1849-1859.

## Војвоткиња Парме из куће Хабзбург-Лорен
- Марија Лујза, 1814-1847.

## Родослов

### Родослов хабзбурговаца, почевши од Рудолфа Првог
- Рудолф I (1218—1291), цар Светог римског царства. Био ожењен Гертрудом Хоненберг, са којом је имао сина Албрехта Првог. Касније оженио Агнес Бургундску.
  - Албрехт I од Немачке (1255—1308), Војвода од 1282, краљ од 1298. године. Био ожењен Елизабетом од Герц-Тирола.
    - Рудолф I од Чешке (1281—1307)
    - Фридрих I (1289—1330), Војвода од 1308, немачки краљ од 1314. Био ожењен Елизабетом Арагонском.
    - Леополд I (1290—1326), Војвода од Аустрије
    - Албрехт II (1298—1358). Био ожењен Јоханом Пфирт.
      - Рудолф IV (1339—1365), Војвода од Аустрије
      - Фридрих III (1347—1362), Војвода од Аустрије
      - Албрехт III (1350—1393), Војвода од 1365. Био ожењен Елизабетом Луксембуршком, касније оженио Беатрис фон Цолерн, са којом је имао сина Албрехта Четвртог. Од Албрехта Трећег почиње Албертинска линија.
      - Леополд III (1351—1386), Војвода од 1370. Био ожењен са Виридис Висконти. Од Леополда Трећег почиње Леополдска линија.

    - Хајнрих (1299—1327)
    - Ото (1301—1339), војвода од Аустрије
      - Фридрих II (1327—1344), војвода од Аустрије
      - Леополд II (1328—1344), војвода од Аустрије

  - Хартман (1263—1281)
  - Рудолф II (1270—1290), војвода од Аустрије
    - Јохан Парицида (1290—1313)

### Албертинска линија
- Албрехт III (1349/50-1393)
  - Албрехт IV (1377—1404), војвода од Аустрије од 1395. Био ожењен Јоханом Софијом Баварском.
    - Маргарета, удата за Хајнриха Баварског.
    - Алберт II Немачки (1397—1439), војвода од 1404, краљ Чешке и Угарске од 1437, цар од 1437. Био ожењен Елизабетом Луксембуршком.
      - Ана, удата за Вилхелма Трећег Саксонског.
      - Елизабета, удата за Казимира Четвртог Пољског.
      - Ладислав V Посмрче (1440—1457), угарски краљ од 1440, чешки краљ од 1453.

### Леополдска линија
- Леополд III (1351—1386)
  - Вилхелм (1370—1406), војвода од Аустрије
  - Ернест Гвоздени (1377—1424), војвода од 1402. Био ожењен са Маргарет фон Помер, а касније са Цимбарком од Мазовије, са којом је имао сина Фридриха Петог.
    - Фридрих V (1415—1493), краљ од 1440, цар од 1452. Био ожењен Леонором Португалском.
      - Максимилијан I (1459—1519), краљ од 1486, цар од 1508. Био ожењен Маријом Бургундском, са којом је имао сина Филипа I Лепог. Касније оженио Бјанку Марију Сфорцу.
        - Филип I Лепи (1478—1506), Краљ Кастиље од 1504. Био ожењен Хуаном Лудом Шпанском.
          - Карл V (1500—1558), цар од 1519. до 1556. Био ожењен Изабелом Португалском. Од њега почиње шпанска линија.
          - Изабела од Аустрије (1501—1525), била удата за Кристијана II, краља Данске.
          - Фердинанд I (1503—1564), цар од 1556. Био ожењен Аном од Бохемије и Угарске. Од њега почиње аустријска линија.
          - Марија од Угарске (1505—1564), удата за Лајоша II, краља Чешке и Угарске.
          - Катарина (1507—1578), удата за Жоаа III, краља Португалије.
          - Леонор од Аустрије (1498—1558), била верена за краља Мануела I од Португалије, касније удата за Франсоу Првог, француског краља.

        - Албрехт VI (1418—1463), надвојвода од Аустрије
        - Маргарита од Аустрије (1480—1530), удата за Хуана од Арагона и Кастиље.

  - Леополд IV (1371—1411), војвода од Аустрије
  - Фридрих IV (1383—1439), војвода од 1406. Био ожењен са Елизабет фон ден Пфлац, касније са Аном фон Брауншвајт.
    - Зигмунд (1427—1496), надвојвода од Аустрије

### Шпанска линија
- Карло V (1500—1558)
  - Марија од Аустрије (1528—1603), удата за Максимилијана Другог.
  - Хуана од Аустрије (1535—1573), надвојвоткиња Аустрије.
  - Филип II (1526—1598), шпански краљ од 1556, португалски краљ од 1580. Био ожењен Маријом Португалском, затим Мери Тјудор, затим Изабелом Француском, па затим Аном Аустријском.
    - Карлос (1545—1568), принц од Астурије
    - Филип III од Шпаније (1578—1621)
      - Филип IV од Шпаније (1605—1665), са другом женом Маријаном од Аустрије имао сина Карлоса Другог.
        - Валтазар Шарл (1629—1646), принц од Астурије
        - Карлос II од Шпаније (1661—1700)

      - Карлос (1607—1632), принц од Шпаније
      - Фердинанд (1609—1641)

### Аустријска линија
- Фердинанд I (1503—1564), краљ Угарске 1527-1563 и цар Светог римског царства 1558—1564. Био је ожењен Аном Јагелонском (1503—1547)
  - Максимилијан II (1527—1576), цар од 1564. Био ожењен Маријом Шпанском (1528—1603).
    - Ана (1549—1580), удата за Филипа II, краља Шпаније.
    - Рудолф II (1552—1612), цар од 1576.
    - Ернст (1553—1595), надвојвода Аустрије
    - Елизабета (1554—1592), удата за Шарла IX, краља Француске.
    - Матија (1557—1619), цар од 1612. Био ожењен Аном Тиролском.
    - Максимилијан III (1558—1618), надвојвода Аустрије
    - Албрехт VII (1559—1621), надвојвода Аустрије

  - Фердинанд II (1529—1595), надвојвода Аустрије
    - Карл од Аустрије (1560—1627)

  - Карл II (1540—1590). Био ожењен Маријом Баварском (1551—1608).
    - Фердинанд II (1578—1637), цар од 1619. Био ожењен Маријом Аном Баварском, затим Леонором Гонзага, са којом је имао сина Фердинанда III.
      - Фердинанд III (1608—1657), цар Светог римског царства од 1637.
        - Фердинанд IV Угарски (1633—1654), краљ Чешке од 1646, краљ Угарске од 1647.
        - Маријана (1634—1696), удата за Филипа IV (1605—1665), краља Шпаније.
        - Леополд I (1640—1705), цар од 1658. Био ожењен са Маргаретом Терезијом Шпанском, затим Клаудијом Фелеситас Тиролском и затим Леонором фон Пфалц Нојбург, са којом је имао Јозефа Првог, Марију Ану и Карла Четвртог.
          - Марија Антонија (1669—1692), удата за Максимилијана II (1662—1726), владара Баварске.
          - Јозеф I (1678—1711), цар од 1705. Био ожењен Амелијом Вилхелмином фон Брауншвајт-Линебург.
          - Марија Ана (1683—1754), удата за Жуана V Португалског.
          - Карло VI (1685—1740), цар од 1711. Био ожењен Елизабетом Кристином фон Брауншвајт-Волфенбител.
            - Марија Терезија (1717—1780), краљица Угарске од 1741. и краљица Чешке од 1743. Била удата за Франца I Стефана (1708—1765), војводу од Лотарингије 1729-1735 и Тосканског великог војводу 1737-1765, цара од 1745. Од Марије Терезије и Франца Стефана почиње Хабзбург-Лотариншка линија.

        - Карл Јозеф (1649—1664), надвојвода Аустрије
        - Елеонора Марија Јозефа (1653—1697), удата за пољског краља Михала (1640—1673), па за Карла V, војводу од Лорене (1643—1690)

      - Цецилија Рената (1611—1644), удата за Владислава IV Васу
      - Леополд Вилхелм (1614—1662), надвојвода Аустрије

    - Максимилијан Ернст (1583—1616)
    - Карл (1590—1624)
    - Леополд V (1586—1632), надвојвода Аустрије
      - Фердинанд Карл (1628—1662), надвојвода Аустрије
      - Изабела Клара (1629—1685)
      - Зигмунд Франсис (1630—1665), надвојвода Аустрије
      - Марија Леополдина (1632—1649), удата за Фердинанда III (1608—1657), цара Светог римског царства.

    - Маргарета (1584—1611), била удата за Филипа III Шпанског.

### Хабзбург-Лотариншка линија
- Марија Терезија (1717—1780), удата за Франца Стефана (1708—1765).
  - Јозеф II (1741—1790), цара од 1765. Био ожењен Изабелом од Бурбон-Парме, а затим са Маријом Јозефа Баварском.
  - Леополд II (1747—1792), Велики Војвода Тоскане 1765-1790, цар од 1790. Био ожењен Маријом Лудовика Бурбон Шпанском.
    - Франц II (1768—1835), цар од 1792, аустријски цар 1806—1835. Био ожењен са Елизабетом Виртембершком, затим Маријом Терезијом Бурбон Напуљском (са којом је имао синове Фердинанда Првог и Франца Карла), затим Маријом Лудовиком од Модене и затим Каролином Августом Баварском.
      - Марија Лујза (1791—1847), удата за Наполеона I Бонапарту.
      - Фердинанд I (1793—1875), цар 1835—1848. Био ожењен Маријом Аном Савојском.
      - Марија Леополдина (1797—1826), удата за Педра I од Бразила.
      - Франц Карл (1802—1878), био ожењен Софијом Баварском.
        - Франц Јозеф I (1830—1916), цар од 1848. Био ожењен Елизабетом Баварском.
          - Рудолф (1857—1889), био ожењен Стефани Белгијском.
          - Марија Валерија (1868—1924), удата за Франца Салватореа Тосканског.

        - Максимилијан (1832—1867), цар Мексика 1864—1867. Био ожењен Шарлотом Белгијском.
        - Карл Лудвиг (1833—1896), био ожењен Маргаретом Саксонском, затим Маријом Анунцијатом од Напуља-Сицилије (са којом је имао синове Франца Фердинанда и Отоа Франца Јозефа), а затим са Маријом Терезијом Португалском.
          - Франц Фердинанд (1863—1914), био ожењен Софијом, војвоткињом од Хоенборга.
          - Ото Франц Јозеф (1865—1906), био ожењен Маријом Јозефа Саксонском.
            - Карл I (1887—1922), цар 1916—1918. Био ожењен Зитом Бурбон-Парма.

    - Фердинанд III (1769—1824), велики војвода Тоскане. Био ожењен Луизом Бурбон Напуљском, затим Маријом Саксонском.
    - Карл (1771—1847), био ожењен Хенријетом од Насау-Ваилбурга.
    - Јозеф (1776—1847), палатин Угарске. Био ожењен са Александром Павловном, затим Хермином фон Анхалт а затим са Маријом Доротејом фон Виртемберг.
    - Јохан (1782—1859), био ожењен Аном Плохл, грофицом од Мерапа.
    - Рајнер (1783—1853), био ожењен Елизабетом Савојском, сестром Карла Алберта.

  - Марија Каролина (1752—1814), удата за Фердинанда Бурбона Напуљског.
  - Фердинанд (1754—1806). Био ожењен Маријом Беатрисом од Модена-Есте.
  - Марија Антоанета (1755—1793), удата за Луја XVI, краља Француске.